# Halloween (2007)
Halloween är en amerikansk skräckfilm/slasher/thriller från 2007, av Rob Zombie. Det är en remake av Alla helgons blodiga natt. I huvudrollerna ses bland annat Malcolm McDowell.

## Handling
På Halloween högg han ihjäl sin styvfar samt storasystern och hennes pojkvän. Han var 8 år. Nu har Michael Myers varit tvångsinlagd på ett hårdbevakat sinnessjukhus i 15 år och under tiden har de psykiska såren efter tragedin hunnit läka i Haddonfield, den lilla staden där morden ägde rum. Men ännu en Halloween står inför dörren och utan att Haddonfields invånare anar rycker ännu en makaber massaker allt närmare den lilla staden…

## Om filmen
Rob Zombie, känd från hårdrocksbandet White Zombie, regisserade, producerade och skrev filmen. Zombie ville inte göra om originalet exakt som det var, utan ville göra en egen version som gräver djupare i Michael Myers ursprung. Därför gjorde han halva filmen som en sorts prequel och den andra halvan som en remake. Filmens budget landade på 15 miljoner dollar och den har tjänat in totalt 79 miljoner dollar runt om i världen. I november 2008 gjordes det officiellt att en uppföljare är på väg. Det blir Rob Zombie som håller i spakarna även i denna film, och huvudkaraktärerna ska återvända. Filmen hade premiär 28 augusti 2009.

## Skådespelare (i urval)
- Malcolm McDowell som Dr. Samuel Loomis
- Scout Taylor-Compton som Laurie Strode
- Tyler Mane som Michael Myers
- Danielle Harris som Annie Brackett
- Sheri Moon Zombie som Deborah Myers
- Brad Dourif som Sheriff Brackett
- Danny Trejo som Ismael Cruz
- Daeg Faerch som Michael Myers (10 år)
- Kristina Klebe som Lynda
- Ken Foree som Joe Grizzly
- William Forsythe som Ronnie White